# 동신대학교
동신대학교(東新大學校, Dongshin University)는 전라남도 나주시에 위치한 사립대학이다.

## 연혁
1986년 12월 31일, 동신공과대학이 설립되었다. 이듬해 3월 11일 개교하였고, 1990년 12월 1일 동신대학으로 교명 변경하였다. 1991년 11월 15일 대학원이 설치되었고, 이듬해 대한민국 《교육법》이 개정되며 1992년 3월 13일, 동신대학교로 교명을 변경했다. 1995년 동신대학교한방병원을 개원하고, 1999년 전라남도 순천시, 2003년 목포시 등에 추가로 병원을 개원했다.
2017년, 개교 30주년을 맞이하였으며, 2022년 이주희 총장이 재임하고 있다.

## 교육편제
다음은 2018년 기준 동신대학교의 교육편제 일람이다.

### 학부
동신대학교는 공과대학으로 설립되었던 만큼, 공과대학 편제가 돋보인다. 한의과대학이 추가로 설치되어 한의학에 대한 교육 과정도 개설하고 있다.
동신대학교는 공과대학, 에너지융합대학, 한의과대학, 보건복지대학, 사회문화대학 등 5대학, 48학과가 설치되어 있다.

### 대학원
동신대학교는 일반대학원과 특수대학원으로 사회개발대학원, 교육대학원 등 3개 대학원이 설치되어 석·박사 학위 과정을 제공하고 있다.

## 같이 보기
- 동강대학교